# Sag einfach Ja (Film)
Sag einfach Ja ist ein deutscher Fernsehfilm von Karen Müller aus dem Jahr 2002 mit Tina Ruland und Henning Baum in den Hauptrollen, der im Rahmen der Anthologie-Serie Im Zeichen der Sterne bei Das Erste am 17. Mai 2002 zum ersten Mal ausgestrahlt wurde.

## Handlung
Vera Oberleitner und Hans Lohmann kennen sich seit Kindheitstagen und sind unzertrennlich, nur eine Hochzeit kam für sie bislang nicht in Frage. Die beiden werden überraschend vom Tiroler Rundfunksender „Radio Kaisertal“ als „Traumpaar der Woche“ gekürt. Der Radiomoderator hat neben den Dorfbewohner auch den Astrologen Monsieur Pascal im Schlepptau, der dem Paar anbietet, ein Liebeshoroskop für ihre astronomische Verbindung Stier (Hans Lohmann) und Waage (Vera Oberleitner) zu erstellen.

## Kritik
„Romantische (Fernseh-)Komödie mit den üblichen Zutaten. Neu ist wohl nur, dass der Film tatsächlich mit der Beratung eines Astrologen entstanden sein soll.“